# Podul Albița–Leușeni
Podul Albița–Leușeni este un pod rutier peste Prut și un punct de trecere a frontierei între Moldova și România. Acesta face legătura între localitățile Albița din România și Leușeni din Republica Moldova și respectiv dintre drumurile DN24B (România) și M1 (Republica Moldova), fiind situat pe Drumul european E581.
Realizează o conexiune între România și Republica Moldova pe cel mai important culoar rutier dintre cele două state și către celelalte state ale Uniunii Europene: ruta Chișinău-Leușeni, spre direcția București, prin Huși.

## Istoric
Înainte de Al Doilea Război Mondial, 27 de poduri au legat malurile Prutului între teritorile care astăzi aparțin Republicii Moldova și României.

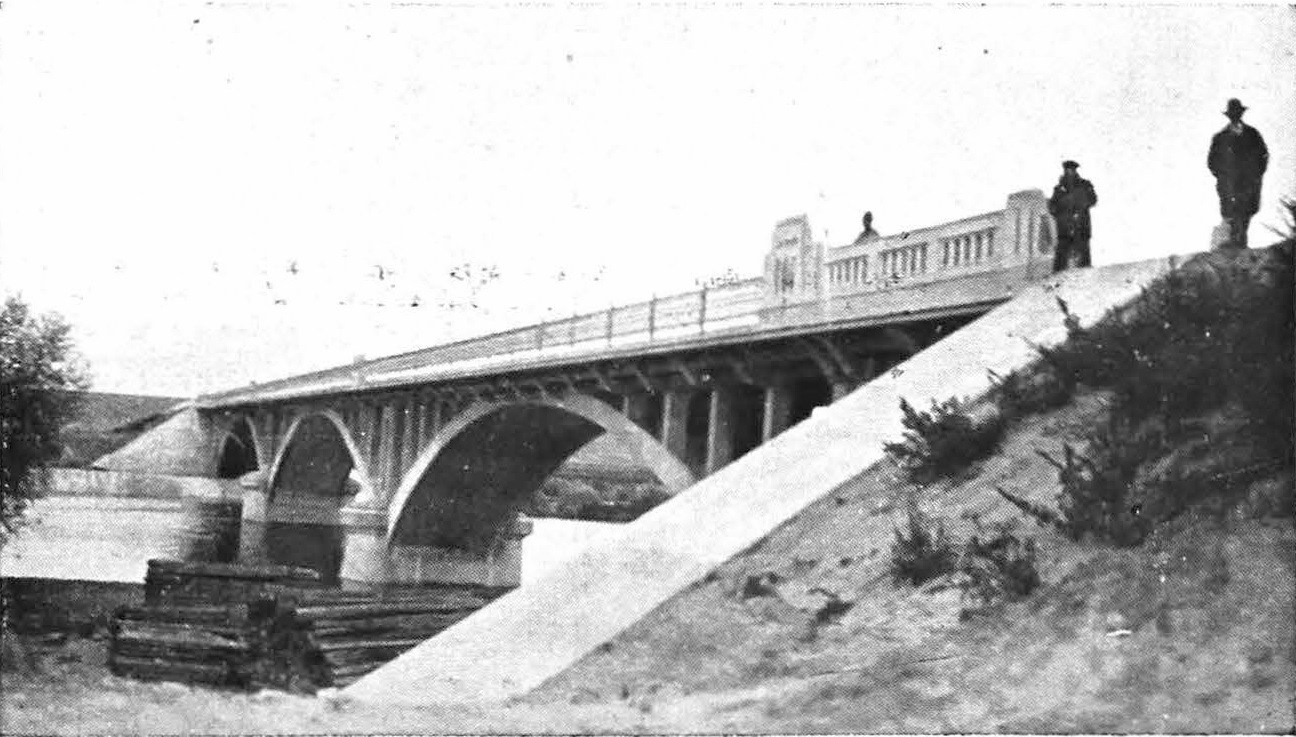
Vechiul pod de la Albița, aici într-o imagine publicată în 1931.

În contextul situației precare în care se afla infrastructura rutieră și feroviară a țării după Primul Război Mondial, condiție cumulată și cu criza financiară existentă, în 1929 s-a contractat un împrumut bancar de 500 000 000 lei destinat pentru șosele și poduri, în vederea ameliorarării părților degradate sau construirea altora noi. La Albița s-a construit astfel un pod nou, care să înlocuiască podul de șosea și de cale ferată construit în timpul războiului. Acesta a fost construit sub conducerea inginerului I. Balbareu. Podul nou apărut a fost însă aruncat în aer în anul 1944, în timpul operațiunilor militare din timpul celui de-Al Doilea Război Mondial. Fragmente din structura vechii lucrării de artă încă mai pot fi în prezent observate în albia Prutului.
Podul actual a fost construit în anul 1958, la edificarea sa folosindu-se pentru suprastructură proiectul inițial din anii 1942-1943.
Dat fiind că evoluția traficului rutier supune intens la uzură suprastructura existentă, o expertiză efectuată în luna martie 2022 a propus construirea unui pod nou, pe actualul amplasament. Acesta ar urma să aibă patru benzi de circulație, câte 2 pe fiecare sens, iar viitoarea structură urmează a fi proiectată pentru utilizare duală, civilă și militară, urmând a fi inclusă în rețeaua transeuropeană de transport.

## Rol
Realizează o conexiune între România și Republica Moldova pe ruta Chișinău-Leușeni, spre direcția București, prin Huși, această rută fiind cel mai important culoar rutier dintre cele două state și în același timp cel mai important culoar  către celelalte state ale Uniunii Europene.

## Caracteristici
Lucrarea de artă este situată la frontiera cu Republica Moldova și leagă DN24B din România cu Drumul Expres M1 din Republica Moldova, respectiv localitățile Albița din județul Vaslui, România și Leușeni, din Republica Moldova, fiind cel mai tranzitat punct de trecere a frontierei moldo-române. Este situat de drumul european E581.
Podul are lungimea de 163 m, lățimea totală 8,84 m, din care partea carosabilă are 7,00 m. Există și două trotuare tehnice, cu lățimea a câte 0,70 m. Lucrarea de artă este dimensionată la clasa I de încărcare (convoi A13, S60).

## Vezi si
- Relațiile dintre Republica Moldova și România
- Lista punctelor de trecere a frontierei din România
- Zona de Operații Est (România)